# Sowjetische Bandynationalmannschaft der Herren
Die sowjetische Bandynationalmannschaft der Herren präsentierte die Sowjetunion bei internationalen Spielen im Bandy. Die Sowjetunion nahm von 1957 bis 1991 an 17 Bandy-Weltmeisterschaften teil und gewann dabei stets eine Medaille, darunter 14 Mal Gold.
Bis einschließlich 1979 gewann die Sowjetunion alle Titel bei Weltmeisterschaften, bis 1975 hatte sie sogar nie eine WM-Niederlage kassiert. Bei der Weltmeisterschaft 1981 wurde mit Schweden erstmals eine andere Nation Weltmeister, wobei sich die Schweden nur dank des besseren Vergleichs den Titel sichern konnten. 1983 gewann die Sowjetunion zwar das Vorrundenspiel gegen Schweden mit 2:1, unterlag aber im Finale mit 3:9. Nach Gold Nummer 12 1985 folgte 1987 die erste Weltmeisterschaft, bei der die Sowjetunion das Finale verpasste. In der Vorrunde hatte das Team 2:4 gegen Finnland und 2:3 gegen Schweden verloren und sich damit nur für das kleine Finale qualifiziert, in dem man Norwegen besiegte. Bei den beiden letzten Weltmeisterschaftsteilnahmen 1989 und 1991 gewann die Sowjetunion nochmal zweimal den Titel.

## Weltmeisterschaften
| Jahr | Austragungsort | Platz    |
| ---- | -------------- | -------- |
| 1957 | Finnland       | 1. Platz |
| 1961 | Norwegen       | 1. Platz |
| 1963 | Schweden       | 1. Platz |
| 1965 | Sowjetunion    | 1. Platz |
| 1967 | Finnland       | 1. Platz |
| 1969 | Schweden       | 1. Platz |
| 1971 | Schweden       | 1. Platz |
| 1973 | Sowjetunion    | 1. Platz |
| 1975 | Finnland       | 1. Platz |
| 1977 | Norwegen       | 1. Platz |
| 1979 | Schweden       | 1. Platz |
| 1981 | Sowjetunion    | 2. Platz |
| 1983 | Finnland       | 2. Platz |
| 1985 | Norwegen       | 1. Platz |
| 1987 | Schweden       | 3. Platz |
| 1989 | Sowjetunion    | 1. Platz |
| 1991 | Finnland       | 1. Platz |

## Bekannte Spieler
- Nikolai Alexandrowitsch Durakow (1934–2024)
- Pawel Jakowlewitsch Franz (* 1968)
- Wiktor Nikolajewitsch Kowaljow (1953–2007)
- Sergei Iwanowitsch Lomanow (* 1957)
- Waleri Pawlowitsch Maslow (1940–2017)

Herren:
Belarus |
Deutschland |
Estland |
Finnland |
Japan |
Kanada |
Kasachstan |
Kirgisistan |
Lettland |
Mongolei |
Niederlande |
Norwegen |
Russland |
Schweden |
Somalia |
Ukraine |
Ungarn |
Vereinigte Staaten
Ehemalige Nationalmannschaften:
Sowjetunion
Damen:
Finnland |
Schweden |
Norwegen |
Russland |
Vereinigte Staaten |
Kanada |
Ungarn